# TV-2048
La TV-2048 és una carretera del Baix Penedès que discorre pel terme municipal del Vendrell, entre el nucli principal de la vila del Vendrell i el poble de Sant Vicenç de Calders. La T correspon a la demarcació de Tarragona, tot i que actualment pertany a la Generalitat de Catalunya. La V indica que pertanyia a l'antiga xarxa de carreteres veïnals.
Té l'origen en el punt quilomètric de la carretera TP-2044, des d'on emprèn cap al sud-oest, per arribar en menys d'un quilòmetre a l'extrem sud del poble de Sant Vicenç de Calders.